# Amara pennsylvanica
Amara pennsylvanica är en skalbaggsart som beskrevs av Hayward. Amara pennsylvanica ingår i släktet Amara och familjen jordlöpare. Inga underarter finns listade i Catalogue of Life.